# Gynoplistia babinda
Gynoplistia babinda är en tvåvingeart som beskrevs av Günther Theischinger 1993. Gynoplistia babinda ingår i släktet Gynoplistia och familjen småharkrankar. Inga underarter finns listade i Catalogue of Life.